# Aron Dønnum
Aron Leonard Dønnum (Eidsvoll, 20 de abril de 1998) es un futbolista noruego. Juega de centrocampista y su equipo es el Toulouse F. C. de la Ligue 1. Es internacional absoluto por la selección de Noruega desde 2021.

## Trayectoria
Formado en las inferiores del Vålerenga, debutó con el primer equipo el 17 de julio de 2017 en el empate 1-1 ante el Kristiansund BK.
En julio de 2021 fichó por el Standard de Lieja de Bélgica.
El 30 de marzo de 2022 regresó a préstamo al Vålerenga.

## Selección nacional
Debutó con la selección de Noruega el 2 de junio de 2021, en un encuentro amistoso contra Luxemburgo.

## Vida personal
En junio de 2025, Dønnum se casó con Celin Bizet.

## Estadísticas
Actualizado al último partido disputado el 10 de mayo de 2025.
| Club                        | Div.          | Temporada     | Liga  | Liga  | Copas nacionales | Copas nacionales | Copas internacionales | Copas internacionales | Total | Total |
| Club                        | Div.          | Temporada     | Part. | Goles | Part.            | Goles            | Part.                 | Goles                 | Part. | Goles |
| --------------------------- | ------------- | ------------- | ----- | ----- | ---------------- | ---------------- | --------------------- | --------------------- | ----- | ----- |
| Vålerenga · Noruega         | 1.ª           | 2017          | 7     | 0     | 2                | 1                | ―                     | ―                     | 9     | 1     |
| HamKam · Noruega            | 2.ª           | 2018          | 15    | 1     | 4                | 0                | ―                     | ―                     | 19    | 1     |
| HamKam · Noruega            | Total club    | Total club    | 15    | 1     | 0                | 0                | 0                     | 0                     | 19    | 1     |
| Vålerenga · Noruega         | 1.ª           | 2018          | 8     | 0     | 1                | 0                | ―                     | ―                     | 9     | 0     |
| Vålerenga · Noruega         | 1.ª           | 2019          | 25    | 6     | 3                | 1                | ―                     | ―                     | 28    | 7     |
| Vålerenga · Noruega         | 1.ª           | 2020          | 27    | 8     | ―                | ―                | ―                     | ―                     | 27    | 8     |
| Vålerenga · Noruega         | 1.ª           | 2021          | 10    | 6     | 0                | 0                | 0                     | 0                     | 10    | 6     |
| Standard de Lieja · Bélgica | 1.ª           | 2021-22       | 25    | 2     | 3                | 1                | ―                     | ―                     | 28    | 3     |
| Vålerenga · Noruega         | 1.ª           | 2022          | 11    | 2     | 1                | 1                | ―                     | ―                     | 12    | 3     |
| Vålerenga · Noruega         | Total club    | Total club    | 88    | 22    | 7                | 3                | 0                     | 0                     | 95    | 25    |
| Standard de Lieja · Bélgica | 1.ª           | 2022-23       | 39    | 3     | 2                | 0                | ―                     | ―                     | 41    | 3     |
| Standard de Lieja · Bélgica | 1.ª           | 2023-24       | 5     | 0     | ―                | ―                | ―                     | ―                     | 5     | 0     |
| Standard de Lieja · Bélgica | Total club    | Total club    | 69    | 5     | 5                | 1                | 0                     | 0                     | 74    | 6     |
| Toulouse F. C. Francia      | 1.ª           | 2023-24       | 27    | 0     | 2                | 0                | 8                     | 1                     | 37    | 1     |
| Toulouse F. C. Francia      | 1.ª           | 2024-25       | 32    | 3     | 3                | 0                | ―                     | ―                     | 35    | 3     |
| Toulouse F. C. Francia      | Total club    | Total club    | 59    | 3     | 5                | 0                | 8                     | 1                     | 72    | 4     |
| Total carrera               | Total carrera | Total carrera | 231   | 31    | 21               | 4                | 8                     | 1                     | 260   | 36    |
| 1. 2.                       |               |               |       |       |                  |                  |                       |                       |       |       |